# جيورج ميكوتادزي
جيورج ميكوتادزي (مواليد 31 أكتوبر 2000) هو لاعب كرة قدم جورجي كان يلعب في مركز المهاجم في نادي ميتز.وفي يوليو 2024 انضم إلى نادي ليون الفرنسي بعقد مدته أربع سنوات.

## روابط خارجية
- جيورج ميكوتادزي على موقع الاتحاد الدولي (مؤرشف)  (الإنجليزية)
- جيورج ميكوتادزي على موقع الاتحاد الأوربي (الإنجليزية)
- جيورج ميكوتادزي على موقع رابطة كرة القدم الفرنسية للمحترفين (الإنجليزية)
- جيورج ميكوتادزي على موقع قاعدة بيانات كرة القدم.إي يو (الإنجليزية)
- جيورج ميكوتادزي على موقع ليكيب (الفرنسية)
- جيورج ميكوتادزي على موقع ناشيونال فوتبول تيمز (الإنجليزية)
- جيورج ميكوتادزي على موقع Soccerbase.com (لاعب) (الإنجليزية)
- جيورج ميكوتادزي على موقع Soccerway.com (الإنجليزية)
- جيورج ميكوتادزي على موقع عالم كرة القدم.نت (الإنجليزية)